# 1-戊基吡咯
1-戊基吡咯是一种有机化合物，化学式为C9H15N。它可由吡咯和钾在四氢呋喃中反应，再和1-溴戊烷反应制得；或由2,5-二甲氧基四氢呋喃和1-戊胺在乙酸中反应得到。它在工夫红茶中经质谱检出。